# Белоречица
Белоре́чица (укр. Білорічиця) — село в Прилукском районе Черниговской области Украины. Население — 1096 человек. Занимает площадь 2,953 км².
Почтовый индекс: 17526. Телефонный код: +380 4637.

## География
'''Расстояние до районного центра:'''Прилуки : (29 км.),  '''до областного центра:'''Чернигов ( 102 км. ), '''до столицы:'''Киев ( 108 км. ), '''до аэропортов:'''Борисполь (86 км.). Ближайшие населенные пункты: Бажановка и Воровского 3 км, Ковтуновка, Владимировка и Боротьба 4 км.

## История
В 1727 году владельцев села стал генерал граф Вейсбах, и оно получило название Вейсбаховка. 
В 1886 году в Вейсбаховке, бывшей тогда имением А. А. Рахманова, женатого на Елене Сергеевне, урожденной княгине Волконской, дочери декабриста князя Сергея Григорьевича Волконского, был построен усадебный дворец (до нашего времени сохранился лишь флигель для приезжих, где расположена церковь). Ребёнком здесь жил автор первой конституции Эфиопии Текле Хаварият Текле Мариям.
До 1917 года Вейсбаховка была местечком Прилукского уезда Полтавской губернии. Там была православная церковь, школа; 20 ветряных мельниц; бывало в году 2 ярмарки. 
В 1945 году Указом Президиума Верховного Совета УССР село Вейсбаховка было переименовано в Белоречицу.

## Инфраструктура
Орган местного самоуправления — Белоречицкий сельский совет. Почтовый адрес: 17526, Черниговская обл., Прилукский р-н, с. Белоречица, пер. Победы, 5.
Действует Свято-Николаевский православный храм.

## Достопримечательности
Белоречицкий архитектурный ансамбль,  дворцово-парковый ансамбль 19 века и памятник архитектуры местного значения.